# Евердінген
Евердінген (нід. Everdingen) — село в нідерландській провінції Утрехт. Входить до муніципалітету Вейфгеренланден.
Його площа — 7,70 км², а населення станом на 2021 рік становило 1200 осіб.
До 1986 року мало статус окремого муніципалітету.

## Галерея

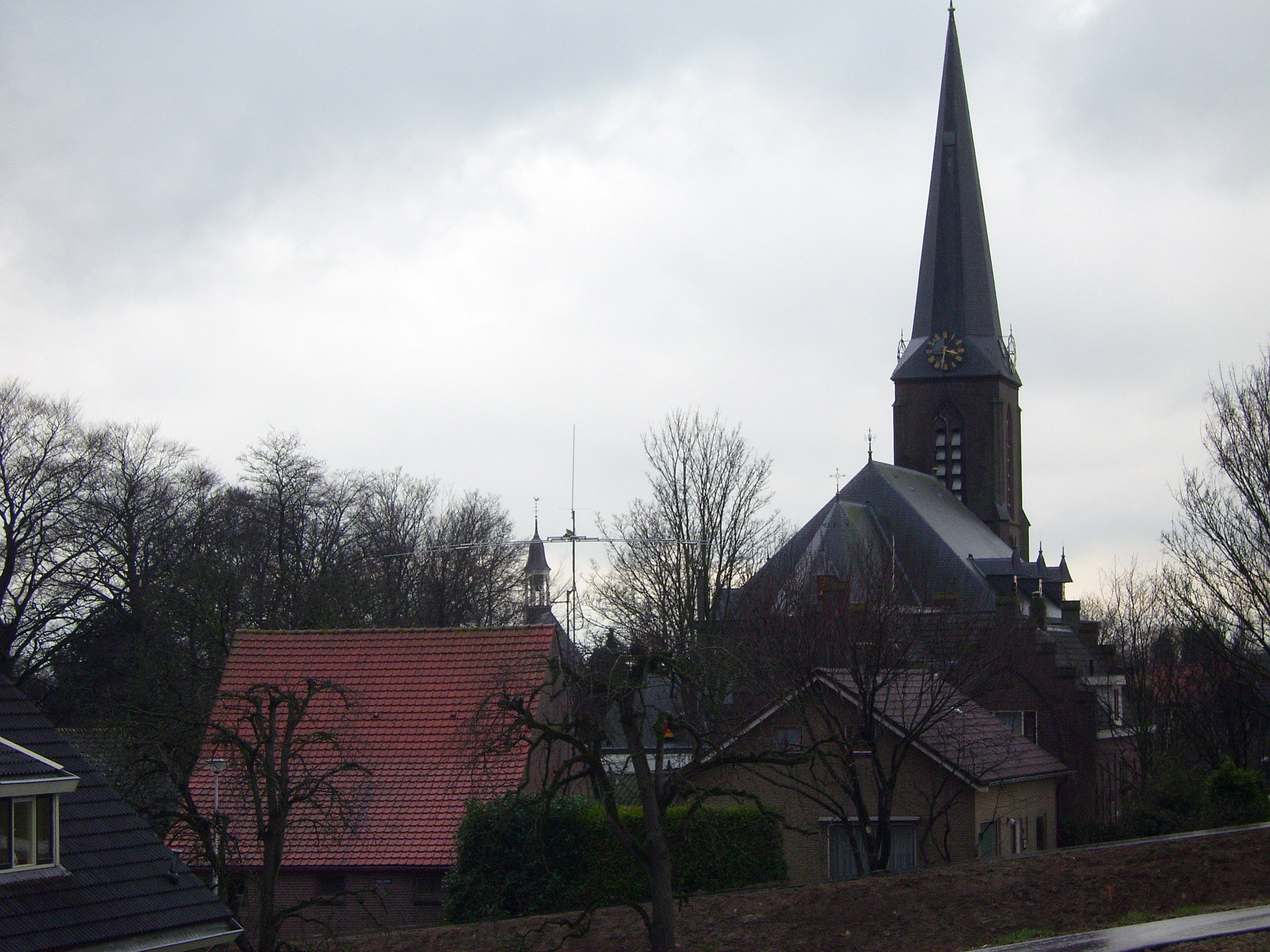
Церква в Евердінгені
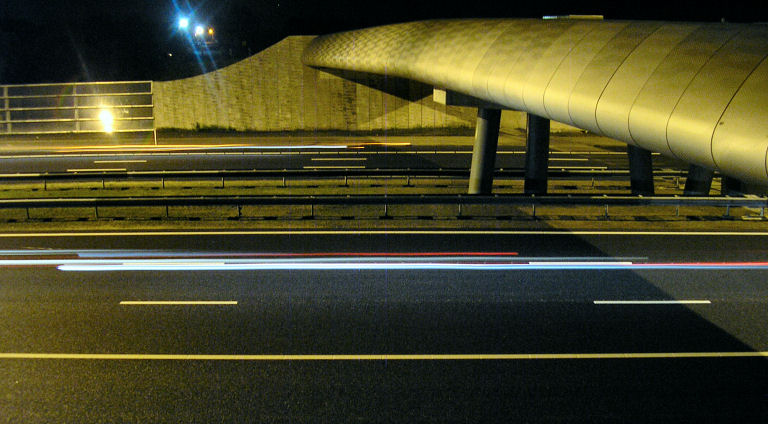
Автотраса поблизу села
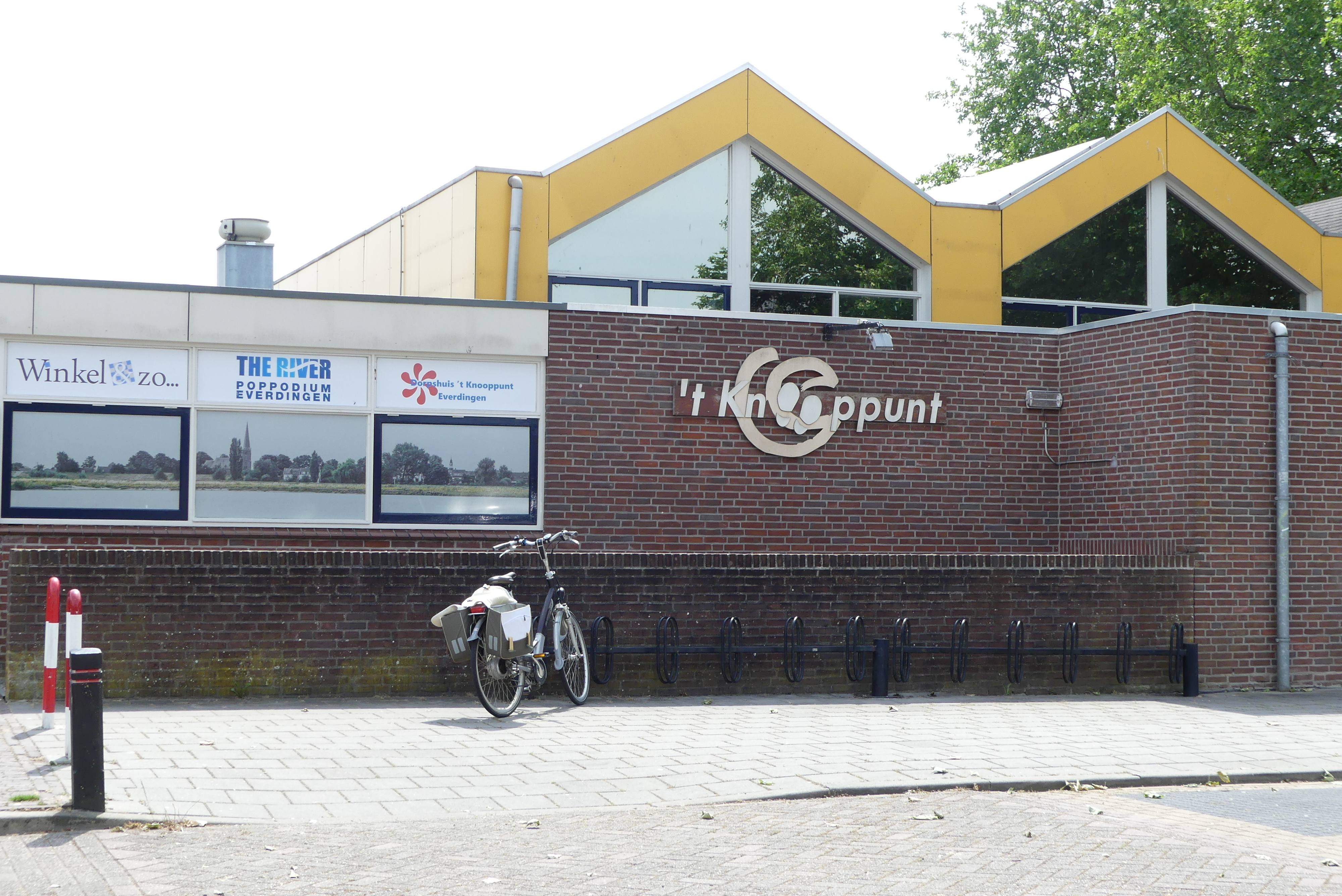
Сільський будинок
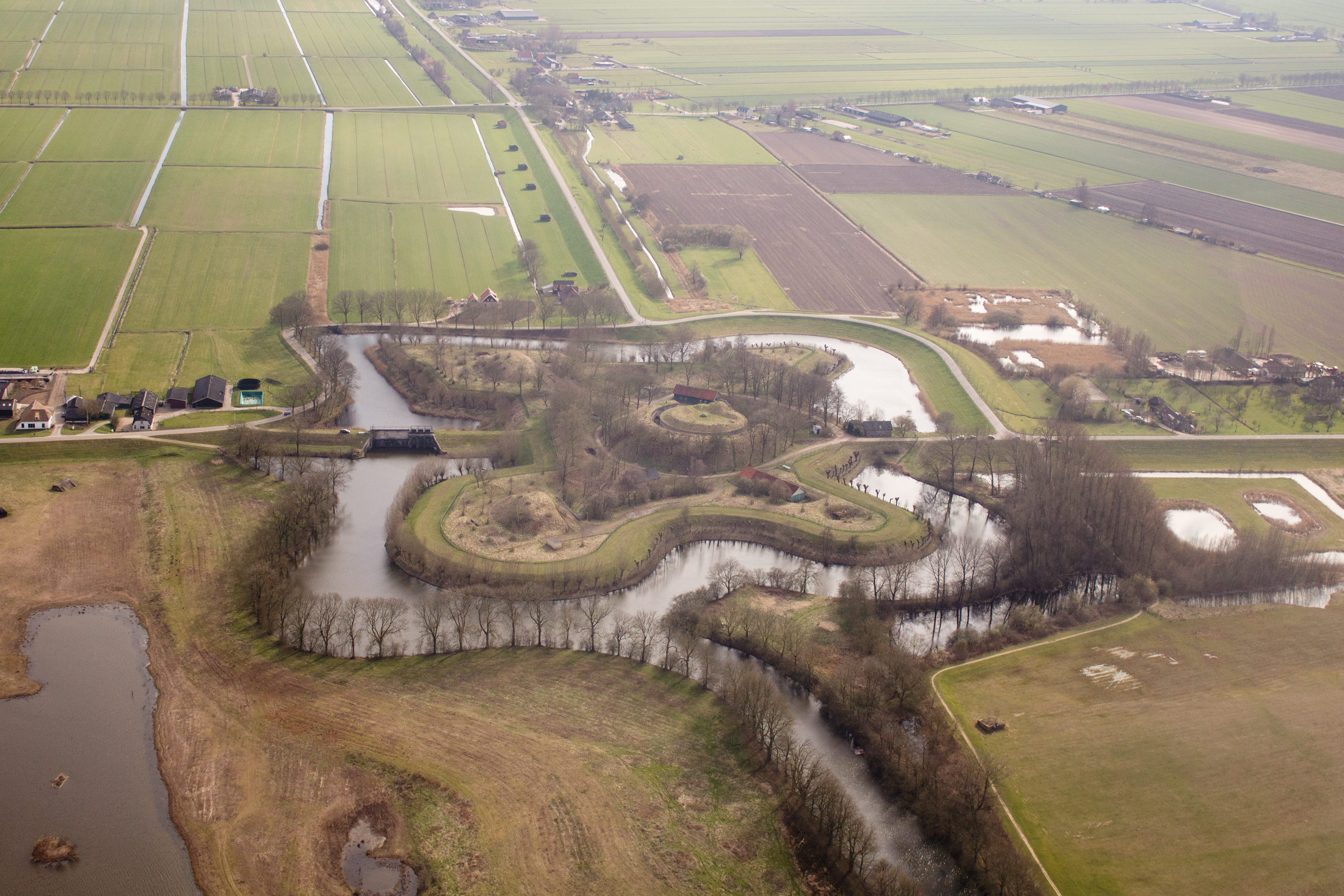
Форт Евердінген